# Gresford
Gresford (en anglais) ou Gresffordd (en gallois) est un village et une communauté du borough de comté de Wrexham, au pays de Galles.

## Géographie
Gresford est situé à 5 km au nord du centre-ville de Wrexham, près de la route A483 (en) qui relie Swansea à Chester en traversant le pays de Galles du sud au nord.
La communauté de Gresford comprend aussi le village de Marford (en).

## Histoire
La mine de charbon de Gresford (en) est active de 1911 à 1973. En 1934, elle est le théâtre de la catastrophe de Gresford (en) : une explosion et un incendie coûtent la vie à 266 mineurs. C'est l'une des catastrophes minières les plus meurtrières de l'histoire du Royaume-Uni.

## Démographie
Au recensement de 2011, la communauté de Gresford comptait 5 010 habitants.